# Park Se-ra
Park Se-ra (kor.: 박세라, ur. 10 marca 1983) – koreańska szpadzistka, brązowa medalistka mistrzostw świata. 
Podczas mistrzostw świata w Paryżu w 2010 roku Koreanki w składzie: Oh Yun-hee, Shin A-lam, Jung Hyo-jung i Park Se-ra zdobyły brązowy medal w zawodach drużynowych. W tej samej konkurencji była też między innymi siódma na mistrzostwach świata w Lipsku w 2005 roku.
Ponadto zdobyła srebro drużynowo i złoto indywidualnie na igrzyskach azjatyckich w Doha (2006) oraz brąz drużynowo na igrzyskach azjatyckich w Kantonie (2010).
Nigdy nie wzięła udziału w igrzyskach olimpijskich.